# Mohammad Hassanzadeh
Mohammad Hassanzadeh (en persan : محمد حسن‌زاده صابری اخلاقی), né le 6 octobre 1990, à Chiraz, en Iran, est un joueur iranien de basket-ball. Il évolue au poste d'ailier fort.